# دلتا-کاروتن
دلتا-کاروتن (به انگلیسی: Delta-Carotene) با فرمول شیمیایی C۴۰H۵۶ یک ترکیب شیمیایی با شناسه پاب‌کم ۵۲۸۱۲۳۰ است. که جرم مولی آن ۵۳۶٫۸۷۳ g/mol می‌باشد. 